# Material parental

Esquema dels horitzons d'un perfil del sòl concret:
O - Matèria orgànica
A - capa superficial del sòl
B i C - Subsol o substrat
R - Material parental
No tots els sòls tenen aquesta distinció i existeixen altres tipus d'horitzons.

El material originari o material parental en edafologia designa dins el perfil del sòl l'horitzó més profund i originari que encara no ha experimentat canvis. És el material geològic inalterat (generalment roca mare o d'un dipòsit superficial o arrossegat) on s'aniran formant els horitzons del sòl. Està fet de minerals consolidats o inconsolidats que són sotmesos a algun grau de meteorització física, química o biològica.
El material Parental és imprescindible per al sòl sempre que sigui transportat i és anomenat material parental residual. Sovint es coneix com a roca mare. Són materials provinents de la meteorització de les roques originàries que romanen en el lloc de la seva formació. Els sòls típicament tenen un gran compromís estructural i de minerals des del seu material parental.

## Transport
El material parental es classifica pel seu últim mitjà de transport. Pot haver estat transportat per una glacera, i després dipositat per rierols, tal material es classifica com a "transport fluvial de material parental".
La morrena de glacera es refereix al material lliscat pel moviment de la capa de gel. A causa que no és transportat per un líquid, el material no queda separat per grandària.

## Transport per aigua
El material parental transportat per aigua es diu al·luvió. Dins d'aquesta categoria de transport per aigua hi ha diversos tipus importants.
El material parental dipositat per un llac es diu mat. parental lacustre. Les vores de platja poden estar presents quan els llacs glaceres es van endur la sorra. El material lacustre està ben separat per grandària, i és de textura fina, tenint llims i argiles més fins. Els sòls formats per material parental lacustre tenen baixa permeabilitat en part a causa de l'alt contingut d'argila.